# Georgette Gagneux

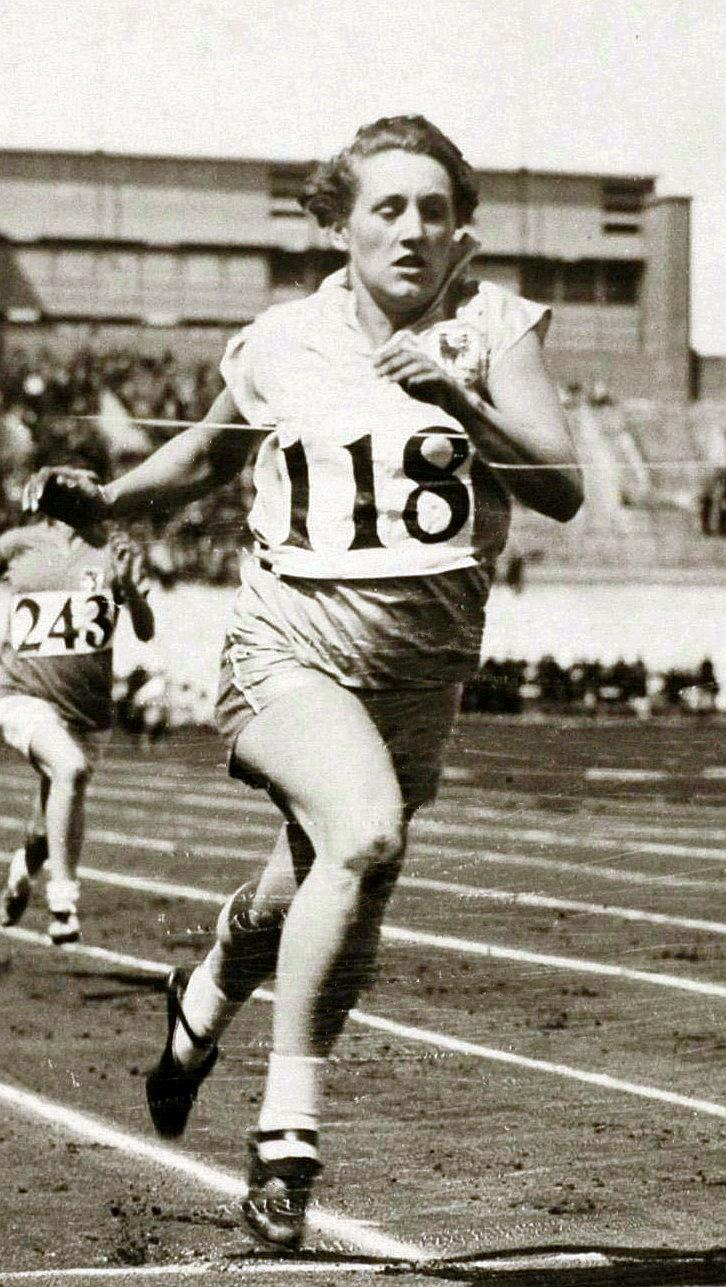
Georgette Gagneux, 1928

Georgette Yvonne Suzanne Gagneux (* 17. Juni 1907 in Étampes; † 1. April 1931 in Chamonix) war eine französische Sprinterin, Weitspringerin und Kugelstoßerin.
Bei den Olympischen Spielen 1928 wurde sie Vierte in der 4-mal-100-Meter-Staffel und erreichte über 100 m das Halbfinale.
Dreimal wurde sie Französische Meisterin im Weitsprung (1925, 1928, 1929), zweimal über 80 m (1923, 1929) und einmal im Kugelstoßen (1929).

## Persönliche Bestleistungen
- 100 m: 12,4 s, 29. Juni 1929, Saint-Maur-des-Fossés (ehemaliger nationaler Rekord)
- Weitsprung: 5,41 m, 28. Juli 1929, Paris (ehemaliger nationaler Rekord)
- Kugelstoßen: 10,78 m, 8. September 1929, Paris (ehemaliger nationaler Rekord)